# Karl Dernfeld
Karl Dernfeld, auch Carl Dernfeld, (* 21. April 1831 in Gerlachsheim; † 16. Oktober 1879 in Baden-Baden) war ein deutscher Architekt und badischer Baubeamter, er arbeitete als Bezirksbauinspektor in Baden-Baden.

## Leben
Dernfeld war der Sohn eines Domänenrats erhielt seine Ausbildung nach der Gymnasialzeit in Heidelberg und am Polytechnikum Karlsruhe bei Heinrich Hübsch und Friedrich Eisenlohr. Die in der Fachliteratur meist verwendete Schreibweise des Vornamens mit „C“ ist nicht korrekt, in den standesamtlichen Urkunden im Stadtarchiv Baden-Baden heißt er „Karl“.
Nach Studienreisen, die Dernfeld ab 1851 unter anderem nach Berlin, München und Italien führten, trat er als Baubeamter in den badischen Staatsdienst ein und kam nach Stationen in Heidelberg und Konstanz 1863 als Bezirksbaumeister nach Baden-Baden. Der Architekt, der seit 1876 verheiratet war, starb dort am 16. Oktober 1879.

## Bauten

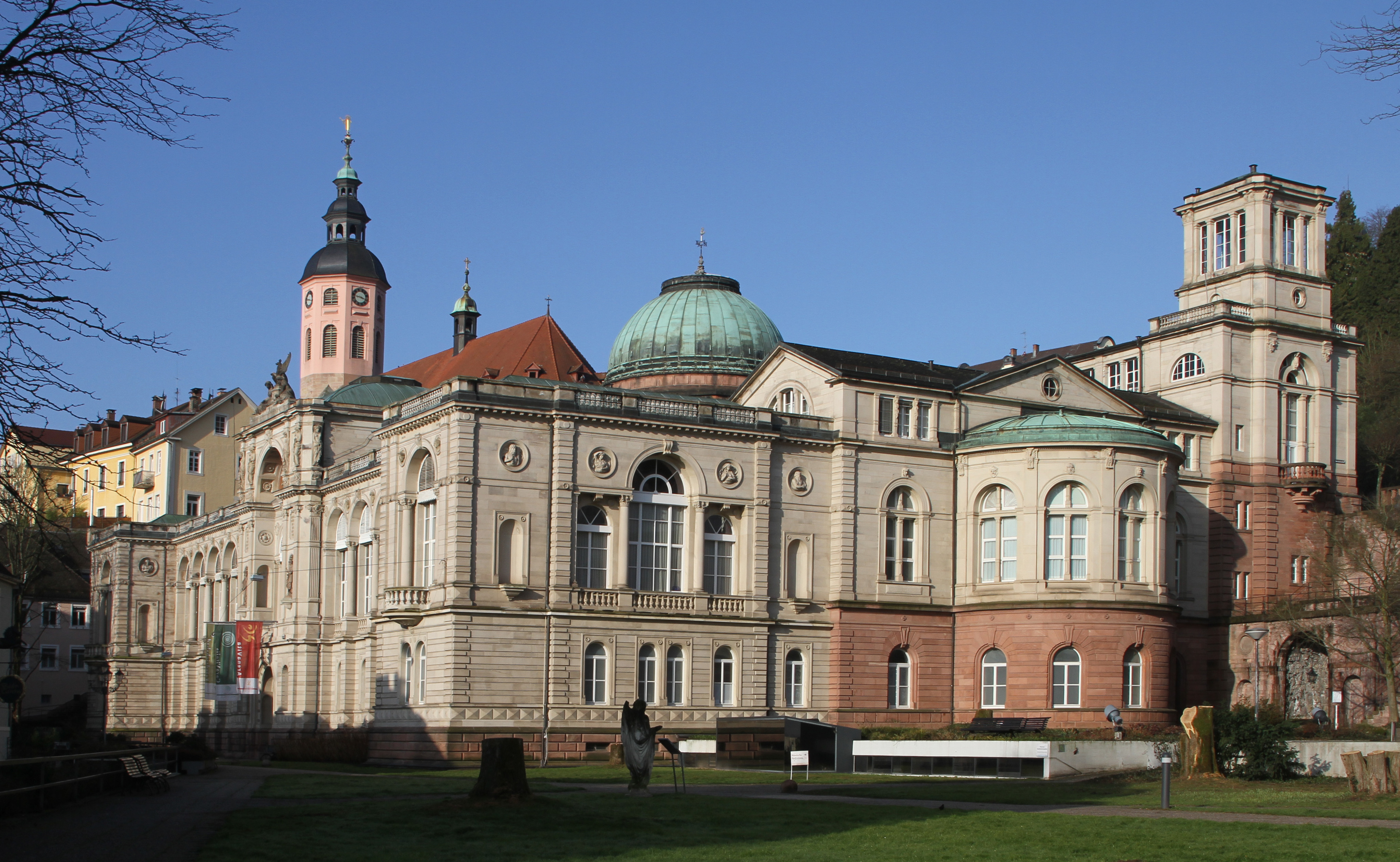
Friedrichsbad in Baden-Baden

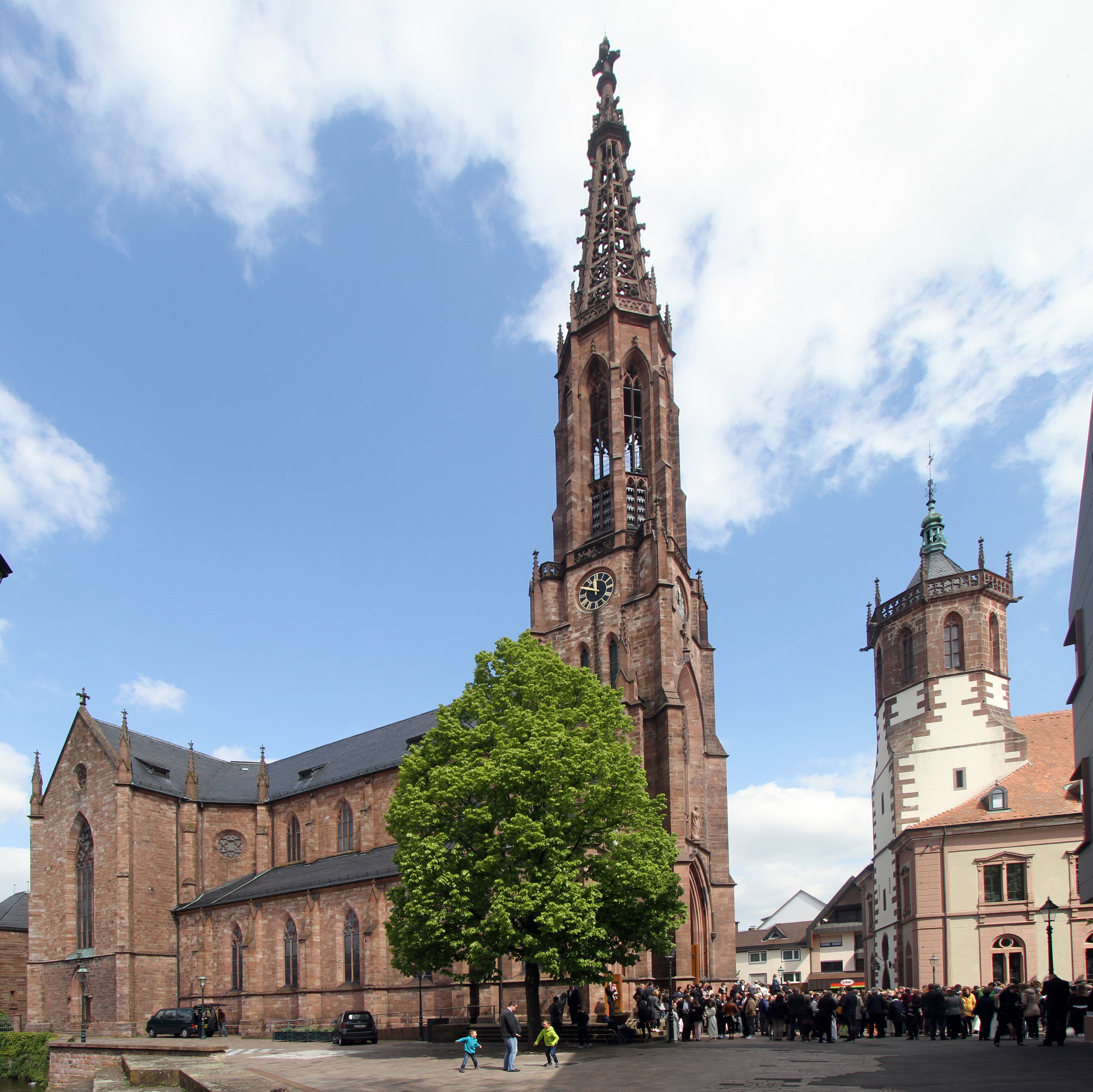
Pfarrkirche St. Peter und Paul (links) und Rathaus in Bühl

Dernfelds Hauptwerk ist das von 1869 bis 1877 in Baden-Baden entstandene Friedrichsbad. Außerdem schuf er die 1866/1867 angelegte Kastanienallee vor dem Südflügel des Kurhauses in Baden-Baden, die nach dem Vorbild der Pariser Passagen von Boutiquen gesäumt wird.
Dernfeld lieferte auch den Entwurf für die neuromanische Pfarrkirche St. Bonifatius im Baden-Badener Stadtteil Lichtental (1865–1869). Im benachbarten Bühl errichtete er die neugotische Pfarrkirche St. Peter und Paul (1872–1877) und baute den Vorgängerbau des 16. bis 18. Jahrhunderts in der Formensprache der Neurenaissance zum Rathaus um (1879–1882).
Die ebenfalls neugotische Stadtpfarrkirche Unserer Lieben Frau in Waibstadt (Rhein-Neckar-Kreis) entstand 1865–1868 nach Plänen Dernfelds. Außerdem war er am Bau des Marmorbads und des zugehörigen Freibads in Badenweiler (1874–1875) beteiligt, das verantwortlich von Heinrich Leonhard geplant wurde. Unter den Entwurfsskizzen Leonhards für dieses Projekt finden sich auch vier von Dernfeld signierte Pläne.
Mit Sicherheit hat Dernfeld weitere Gebäude errichtet, die bisher nicht in der kunstwissenschaftlichen Literatur behandelt wurden. Leben und Werk des Bezirksbaumeisters, der nur 48 Jahre alt wurde, sind noch weitgehend unerforscht.

## Stil
Dernfeld beantwortete die Frage, die sein Lehrer Heinrich Hübsch in seinem berühmten Buch In welchem Style sollen wir bauen? stellte, auf eine sehr persönliche Weise. Neben seinem unbestrittenen Hauptwerk, dem Friedrichsbad in den Formen der italienischen Hochrenaissance, ragt die neugotische Pfarrkirche St. Peter und Paul in Bühl hervor, die fast gleichzeitig entstand. Vorbild für den Turm der dreischiffigen Basilika aus rotem Sandstein war das Freiburger Münster.
Wie das bisher bekannte Werk Dernfelds zeigt, beherrschte der Bezirksbaumeister zwei historisierende Stile meisterhaft und schuf in deren jeweiliger Formensprache vollendete Kunstwerke.